# Jonagored

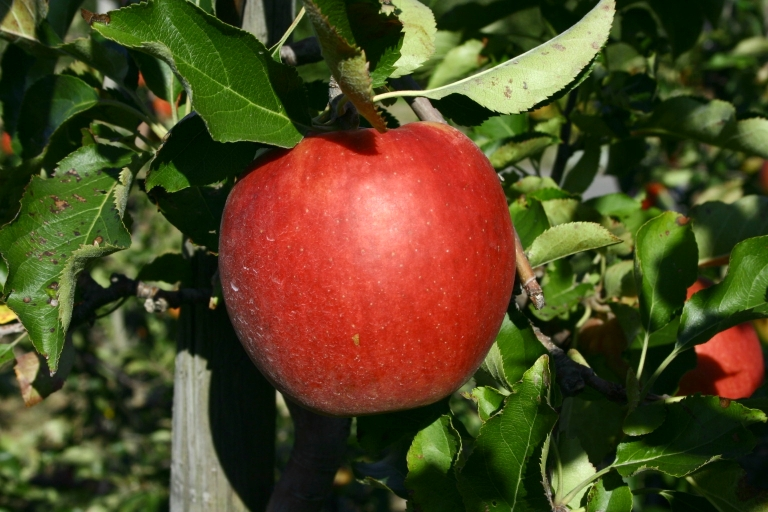

De Jonagored is een kleurmutant van het appelras Jonagold ontdekt door de Belgische boomkweker Jos Morren uit het Limburgse Halen in 1980. Hij ontdekte dit ras toevallig nadat één tak uit zijn boomgaard bijzonder fel-roodgekleurde appels droeg.
Dit triploïde ras is vorstgevoelig, net als de standaard Jonagold. Dit toont zich door het droogvriezen van hele bloemtrossen en de zogenaamde stropdassen (vorststrepen) op de vrucht. De kleur van de jonagoredappel is donkerder dan die van de standaard jonagold. De productie bij virusvrij materiaal is net zo hoog als bij virusvrije standaard Jonagold.